# Largie Ramazani
Largie Ramazani (ur. 27 lutego 2001 w Berchem-Sainte-Agathe) – belgijski piłkarz burundyjskiego  pochodzenia, grający na pozycji napastnika w angielskim klubie Leeds United. Jest byłym młodzieżowym reprezentantem Belgii.

## Życie prywatne
Largie Ramazani urodził się w belgijskim mieście Berchem-Sainte-Agathe, które leży w Regionie Stołecznym Brukseli. Rodzice Largiego pochodzą z Burundi. Largie ma brata, Diamanta, który również jest zawodowym piłkarzem.

## Kariera klubowa
Swoją karierę młodzieżową zaczynał w miejscowym klubie RSC Anderlecht. W wieku 12 lat przeniósł się razem z rodziną do Londynu oraz został młodzieżowym piłkarzem Charlton Athletic.

### Manchester United
3 lipca 2017 roku (w wieku 16 lat) podpisał czteroletni kontrakt z angielskim Manchesterem United. Po dobrym występie w drużynie Manchesteru do lat 18 (U-18), podpisał pierwszy profesjonalny kontrakt z Czerwonymi Diabłami w dniu 21 marca 2018 roku. Został również przeniesiony do zespołu U-21, a z czasem do zespołu U-23 Manchesteru United.
Swój pierwszy i jedyny seniorski mecz w koszulce Czerwonych Diabłów zaliczył 28 listopada 2019 roku przy okazji przegranego 1:2 spotkania fazy grupowej Ligi Europy UEFA z kazachskim klubem FK Astana. Largie wszedł na boisko w 84. minucie za Jamesa Garnera.

### UD Almería
24 sierpnia 2020 roku Ramazani przeszedł do hiszpańskiego klubu UD Almería na zasadzie wolnego transferu. Związał się z klubem kontraktem do 2025 roku.
Swój debiut zaliczył 24 października 2020 roku w ramach meczu 8 kolejki Segunda División z CF Fuenlabrada. Mecz ten zakończył się wygraną Indálicos 3:0, a Largie wszedł na boisko w 83. minucie za José Corpasa.
Pierwszą bramkę dla Almerii strzelił 5 listopada tego samego roku przy okazji zaległego meczu 1. kolejki Segunda División przeciwko CE Sabadell FC. Dokonał tego w trzeciej minucie doliczonego czasu drugiej połowy, a asystował mu Umar Sadiq. Był to gol na wagę zwycięstwa Indálicos w tym meczu.
1 października 2023 roku Ramazani zaliczył trzy asysty w jednym spotkaniu. Był to mecz 8. kolejki Primera División z klubem Granada CF. Largie asystował przy każdym z trzech trafień Luisa Suáreza, a Almería zremisowała ten mecz 3:3.

### Leeds United
22 sierpnia 2024 roku podpisał czteroletni kontrakt z ówcześnie drugoligowym angielskim zespołem – Leeds United.
W Leeds zadebiutował 31 sierpnia 2024 roku w meczu 4. kolejki EFL Championship przeciwko Hull City. Ramazani wszedł na boisko w 74. minucie za Wilfrieda Gnonto. Mecz ten zakończył się wynikiem 2:0 na korzyść Leeds.
Pierwszego gola w barwach The Whites Largie Ramazani strzelił 21 września 2024 roku w meczu 6. kolejki przeciwko Cardiff City. Po asyście od Mateo Josepha w 30. minucie spotkania Largie zdobył bramkę. Ostatecznie mecz zakończył się wynikiem 2:0 dla Leeds, a Ramazani grał do 84. minuty kiedy to został zmieniony przez Joëla Piroe.

## Kariera reprezentacyjna
Largie Ramazani z racji tego że jego rodzice pochodzą z Burundi, miał wybór czy chce reprezentować Burundi czy Belgię. Ostatecznie wybrał tę drugą opcję i jest obecnie byłym młodzieżowym reprezentantem Belgii na szczeblach U-17, U-18, U-19 oraz U-21.

## Sukcesy

### UD Almería
- Mistrzostwo drugiej ligi hiszpańskiej: 2021/22[19]